# Blongios d'Australie
Botaurus dubius
Espèce
Répartition géographique
- résident permanent
- non nicheur

Statut de conservation UICN

 LC  : Préoccupation mineure
Le Blongios d'Australie (Botaurus dubius) est une espèce d'oiseaux de la famille des ardéidés qui se trouve à l'est et au sud-ouest de l'Australie.
Ce blongios est un résident permanent en Australie et un hivernant en Nouvelle-Guinée. Jusqu’à récemment, il était considéré comme une sous-espèce du Blongios nain.